# Donny van Iperen
Donny van Iperen (Sint Pancras, 29 maart 1995) is een Nederlands voormalig profvoetballer die doorgaans als centrale verdediger speelde. 

## Loopbaan
Van Iperen is via de jeugd van HFC Haarlem in de jeugd bij AZ gekomen, waar hij tot Jong AZ heeft gespeeld. Na een jaar SC Cambuur speelde hij 3 jaar bij Telstar. In 2019 maakte hij de overstap naar Go Ahead Eagles.
Op 8 augustus 2016 maakte hij zijn profdebuut bij Telstar in de uitwedstrijd tegen RKC Waalwijk. In zijn tweede wedstrijd voor Telstar maakte hij zijn eerste doelpunt tegen Fortuna Sittard in het betaalde voetbal. In het seizoen 2019/20 kwam hij uit voor Go Ahead Eagles. Hierna vervolgde Van Iperen zijn loopbaan in Griekenland bij AE Karaiskakis in de Super League 2. In 2022 ging hij in Moldavië spelen bij FC Zimbru Chisinau. 
Op 6 augustus 2022 tijdens een uitduel tegen Dinamo-Auto Tiraspol is Van Iperen in botsing gekomen met de keeper van de tegenstander toen hij bij een vrije trap de bal in het doel wilde koppen. Hierbij raakte hij in coma en is hij overgebracht naar het ziekenhuis in Chisinau. 
Op 13 augustus is Van Iperen naar Nederland gehaald om daar verder behandeld te worden. Dit zou komen omdat de zorg in Nederland optimaler en beter voor Van Iperen zou zijn. Via crowdfuncing werd voor hem onder andere een behandeling in de Verenigde Staten gefinancierd. Van Iperen herstelde zodanig dat hij weer redelijk normaal kan functioneren. Hij is echter wel volledig arbeidsongeschikt en kan niet meer spelen als profvoetballer en kon ook zijn HBO-studie niet voortzetten. Alhoewel zijn laatste club Zimbru wel zijn salaris bleef betalen, raakte hij wel in conflict met de club. Hij bleek niet verzekerd ten tijde van het ongeval en ook zou zijn contract verlengd worden als de club Europees voetbal behaalde.